# 古国府
古国府（ふるごう）は、大分県大分市の地名。現行行政地名は大字古国府と古国府一丁目から古国府六丁目。住居表示実施済区域。

## 地理
大分市の中心部に位置し、南東に広瀬町、南に花園、南西に羽屋、西に上田町、北西に南太平寺、北に上野丘、北東に上野丘西と上野丘東と接している。

## 歴史

### 沿革
大字古国府
古国府（丁目）
- 2021年（令和3年）1月16日 - 住居表示を実施に伴い、大字古国府、大字永興の各一部（通称は古国府、古国府東、花園、南太平寺の各一部）から、古国府一丁目から古国府六丁目を新設[5]。

### 町名の変遷
| 実施後       | 実施年月日               | 実施前（各町名ともその一部）                                 | 実施前（各町名ともその一部） |
| 実施後       | 実施年月日               | 公称                                                         | 通称                         |
| ------------ | ------------------------ | ------------------------------------------------------------ | ---------------------------- |
| 古国府一丁目 | 2021年（令和3年）1月16日 | 大字古国府、大字古国府字下新田、大字古国府東（各一部）       | 古国府、古国府東（各一部）   |
| 古国府二丁目 | 2021年（令和3年）1月16日 | 大字古国府（一部）                                           | 古国府（一部）               |
| 古国府三丁目 | 2021年（令和3年）1月16日 | 大字古国府、大字永興（各一部）                               | 古国府、南太平寺（各一部）   |
| 古国府四丁目 | 2021年（令和3年）1月16日 | 大字古国府、大字古国府熊田（各一部）                         | 古国府（一部）               |
| 古国府五丁目 | 2021年（令和3年）1月16日 | 大字古国府、大字古国府字熊田、大字古国府字刈田（各一部）     | 古国府、花園（各一部）       |
| 古国府六丁目 | 2021年（令和3年）1月16日 | 大字古国府、大字古国府字甲尺面、大字古国府字上新田（各一部） | 古国府（一部）               |

## 世帯数と人口
2022年（令和4年）3月31日現在（大分市発表）の世帯数と人口は以下の通りである。
| 大字・丁目   | 世帯数    | 人口    |
| ------------ | --------- | ------- |
| 古国府       | 10世帯    | 27人    |
| 古国府一丁目 | 361世帯   | 734人   |
| 古国府二丁目 | 176世帯   | 361人   |
| 古国府三丁目 | 700世帯   | 1,472人 |
| 古国府四丁目 | 207世帯   | 358人   |
| 古国府五丁目 | 514世帯   | 1,072人 |
| 古国府六丁目 | 165世帯   | 335人   |
| 計           | 2,133世帯 | 4,359人 |

## 学区
市立小・中学校に通う場合、学区は以下の通りとなる（2022年4月時点）。
| 大字・丁目   | 番・番地等 | 小学校             | 中学校               |
| ------------ | ---------- | ------------------ | -------------------- |
| 古国府       | 全域       | 大分市立豊府小学校 | 大分市立南大分中学校 |
| 古国府一丁目 | 全域       | 大分市立豊府小学校 | 大分市立南大分中学校 |
| 古国府二丁目 | 全域       | 大分市立豊府小学校 | 大分市立南大分中学校 |
| 古国府三丁目 | 全域       | 大分市立豊府小学校 | 大分市立南大分中学校 |
| 古国府四丁目 | 全域       | 大分市立豊府小学校 | 大分市立南大分中学校 |
| 古国府五丁目 | 全域       | 大分市立豊府小学校 | 大分市立南大分中学校 |
| 古国府六丁目 | 全域       | 大分市立豊府小学校 | 大分市立南大分中学校 |

## 交通

### 鉄道
- 九州旅客鉄道（JR九州） 久大本線
  - 古国府駅

### 道路
- 国道10号

## 施設
- 大分羽屋郵便局[7]
- 業務スーパー 古国府店[8]
- 豊和銀行 古国府支店[9]

## その他

### 日本郵便
- 郵便番号 : 870-0844[2]（集配局 : 大分中央郵便局[10]）。